# Šarišské Michaľany
Šarišské Michaľany (Hongaars: Szentmihályfalva) is een Slowaakse gemeente in de regio Prešov, en maakt deel uit van het district Sabinov.
Šarišské Michaľany telt 2.788 inwoners.

## Geboren
- Miroslav Drobňák (1977), voetballer